# Campeonato Mundial de Handebol Masculino de 1999
O Campeonato Mundial de Handebol Masculino de 1999 foi a 16ª edição do Campeonato Mundial de Handebol. Foi disputado no Egito de 2 a 15 de junho de 1999, organizado pela Federação Internacional de Handebol (IHF) e pela Federação Egípcia de Handebol.

## Times
| Grupo A   | Grupo B            | Grupo C | Grupo D       |
| --------- | ------------------ | ------- | ------------- |
| Espanha   | Alemanha           | Rússia  | França        |
| Argélia   | Cuba               | Noruega | Austrália     |
| Dinamarca | Arábia Saudita     | Hungria | Suécia        |
| Marrocos  | Macedônia do Norte | Nigéria | Coreia do Sul |
| Tunísia   | Egito              | Croácia | Iugoslávia    |
| Argentina | Brasil             | Kuwait  | China         |

## Fase Preliminar

### Grupo A
| Time      | P | V | E | D | GP  | GC  | SG  | Pts. |
| --------- | - | - | - | - | --- | --- | --- | ---- |
| Espanha   | 5 | 5 | 0 | 0 | 163 | 101 | +62 | 10   |
| Dinamarca | 5 | 4 | 0 | 1 | 117 | 108 | +9  | 8    |
| Tunísia   | 5 | 2 | 1 | 2 | 111 | 118 | -7  | 5    |
| Argélia   | 5 | 1 | 1 | 3 | 106 | 120 | -14 | 3    |
| Marrocos  | 5 | 0 | 3 | 2 | 100 | 117 | -17 | 3    |
| Argentina | 5 | 0 | 1 | 4 | 96  | 129 | -33 | 1    |

| Data     | Partida¹  | Partida¹ | Partida¹  | Resultado |
| -------- | --------- | -------- | --------- | --------- |
| 02.06.99 | Tunísia   | -        | Argentina | 23-19     |
| 02.06.99 | Dinamarca | -        | Marrocos  | 20-19     |
| 02.06.99 | Espanha   | -        | Argélia   | 34-24     |
| 03.06.99 | Marrocos  | -        | Tunísia   | 23-23     |
| 03.06.99 | Argentina | -        | Espanha   | 19-31     |
| 03.06.99 | Argélia   | -        | Dinamarca | 18-28     |
| 04.06.99 | Espanha   | -        | Marrocos  | 34-18     |
| 04.06.99 | Argentina | -        | Argélia   | 16-25     |
| 04.06.99 | Tunísia   | -        | Dinamarca | 19-23     |
| 06.06.99 | Tunísia   | -        | Argélia   | 23-20     |
| 06.06.99 | Marrocos  | -        | Argentina | 21-21     |
| 06.06.99 | Dinamarca | -        | Espanha   | 17-31     |
| 07.06.99 | Argélia   | -        | Marrocos  | 19-19     |
| 07.06.99 | Dinamarca | -        | Argentina | 29-21     |
| 07.06.99 | Espanha   | -        | Tunísia   | 33-23     |

### Grupo B
| Time               | P | V | E | D | GP  | GC  | SG  | Pts. |
| ------------------ | - | - | - | - | --- | --- | --- | ---- |
| Alemanha           | 5 | 5 | 0 | 0 | 146 | 100 | +46 | 10   |
| Egito              | 5 | 4 | 0 | 1 | 126 | 111 | +15 | 8    |
| Cuba               | 5 | 3 | 0 | 2 | 153 | 131 | +22 | 6    |
| Brasil             | 5 | 2 | 0 | 3 | 108 | 133 | -25 | 4    |
| Macedônia do Norte | 5 | 1 | 0 | 4 | 122 | 149 | -27 | 2    |
| Arábia Saudita     | 5 | 0 | 0 | 5 | 101 | 132 | -31 | 0    |

| Data     | Partida¹           | Partida¹ | Partida¹           | Resultado |
| -------- | ------------------ | -------- | ------------------ | --------- |
| 01.06.99 | Egito              | -        | Brasil             | 28-19     |
| 02.06.99 | Arábia Saudita     | -        | Macedônia do Norte | 21-28     |
| 02.06.99 | Alemanha           | -        | Cuba               | 34-25     |
| 03.06.99 | Brasil             | -        | Arábia Saudita     | 22-21     |
| 03.06.99 | Macedônia do Norte | -        | Alemanha           | 25-36     |
| 03.06.99 | Cuba               | -        | Egito              | 29-31     |
| 04.06.99 | Alemanha           | -        | Brasil             | 26-13     |
| 04.06.99 | Macedônia do Norte | -        | Cuba               | 18-32     |
| 04.06.99 | Arábia Saudita     | -        | Egito              | 16-19     |
| 06.06.99 | Arábia Saudita     | -        | Cuba               | 24-36     |
| 06.06.99 | Brasil             | -        | Macedônia do Norte | 30-27     |
| 06.06.99 | Egito              | -        | Alemanha           | 18-23     |
| 07.06.99 | Cuba               | -        | Brasil             | 31-24     |
| 07.06.99 | Alemanha           | -        | Arábia Saudita     | 27-19     |
| 07.06.99 | Egito              | -        | Macedônia do Norte | 30-24     |

### Grupo C
| Time    | P | V | E | D | GP  | GC  | SG  | Pts. |
| ------- | - | - | - | - | --- | --- | --- | ---- |
| Rússia  | 5 | 5 | 0 | 0 | 162 | 106 | +56 | 10   |
| Croácia | 5 | 3 | 1 | 1 | 118 | 115 | +3  | 7    |
| Hungria | 5 | 3 | 0 | 2 | 134 | 112 | +22 | 6    |
| Noruega | 5 | 2 | 1 | 2 | 130 | 129 | +1  | 5    |
| Kuwait  | 5 | 1 | 0 | 4 | 107 | 147 | -40 | 2    |
| Nigéria | 5 | 0 | 0 | 5 | 112 | 154 | -42 | 0    |

| Data     | Partida¹ | Partida¹ | Partida¹ | Resultado |
| -------- | -------- | -------- | -------- | --------- |
| 02.06.99 | Croácia  | -        | Kuwait   | 25-19     |
| 02.06.99 | Hungria  | -        | Nigéria  | 34-25     |
| 02.06.99 | Rússia   | -        | Noruega  | 35-27     |
| 03.06.99 | Kuwait   | -        | Hungria  | 16-32     |
| 03.06.99 | Nigéria  | -        | Rússia   | 23-36     |
| 03.06.99 | Noruega  | -        | Croácia  | 23-23     |
| 04.06.99 | Rússia   | -        | Kuwait   | 35-15     |
| 04.06.99 | Hungria  | -        | Croácia  | 19-20     |
| 04.06.99 | Nigéria  | -        | Noruega  | 13-27     |
| 06.06.99 | Croácia  | -        | Rússia   | 23-29     |
| 06.06.99 | Kuwait   | -        | Nigéria  | 30-26     |
| 06.06.99 | Hungria  | -        | Noruega  | 31-24     |
| 07.06.99 | Croácia  | -        | Nigéria  | 27-25     |
| 07.06.99 | Rússia   | -        | Hungria  | 27-18     |
| 07.06.99 | Noruega  | -        | Kuwait   | 29-27     |

### Grupo D
| Time          | P | V | E | D | GP  | GC  | SG  | Pts. |
| ------------- | - | - | - | - | --- | --- | --- | ---- |
| Suécia        | 5 | 4 | 1 | 0 | 168 | 104 | +64 | 9    |
| França        | 5 | 4 | 0 | 1 | 151 | 113 | +38 | 8    |
| Iugoslávia    | 5 | 3 | 1 | 1 | 156 | 120 | +36 | 7    |
| Coreia do Sul | 5 | 2 | 0 | 3 | 146 | 122 | +24 | 4    |
| China         | 5 | 1 | 0 | 4 | 122 | 193 | -71 | 2    |
| Austrália     | 5 | 0 | 0 | 5 | 101 | 192 | -91 | 0    |

| Data     | Partida¹      | Partida¹ | Partida¹      | Resultado |
| -------- | ------------- | -------- | ------------- | --------- |
| 02.06.99 | Iugoslávia    | -        | China         | 43-25     |
| 02.06.99 | Suécia        | -        | Coreia do Sul | 25-20     |
| 02.06.99 | França        | -        | Austrália     | 32-15     |
| 03.06.99 | China         | -        | Suécia        | 21-42     |
| 03.06.99 | Austrália     | -        | Iugoslávia    | 22-40     |
| 03.06.99 | Coreia do Sul | -        | França        | 25-28     |
| 04.06.99 | Suécia        | -        | Austrália     | 49-17     |
| 04.06.99 | China         | -        | Coreia do Sul | 23-38     |
| 04.06.99 | Iugoslávia    | -        | França        | 23-26     |
| 06.06.99 | Iugoslávia    | -        | Coreia do Sul | 28-25     |
| 06.06.99 | França        | -        | Suécia        | 25-31     |
| 06.06.99 | Austrália     | -        | China         | 29-33     |
| 07.06.99 | Suécia        | -        | Iugoslávia    | 22-22     |
| 07.06.99 | Coreia do Sul | -        | Austrália     | 34-14     |
| 07.06.99 | França        | -        | China         | 41-20     |

## Fase Final

### Oitavas-de-Final
| Data  | Partida¹   | Partida¹ | Partida¹      | Resultado |
| ----- | ---------- | -------- | ------------- | --------- |
| 09.06 | Cuba       | -        | Dinamarca     | 32-24     |
| 09.06 | Alemanha   | -        | Argélia       | 28-17     |
| 09.06 | Espanha    | -        | Brasil        | 27-17     |
| 09.06 | Tunísia    | -        | Egito         | 22-24     |
| 09.06 | Rússia     | -        | Coreia do Sul | 31-23     |
| 09.06 | Iugoslávia | -        | Croácia       | 30-23     |
| 09.06 | Hungria    | -        | França        | 23-24     |
| 09.06 | Suécia     | -        | Noruega       | 33-26     |

- (¹) -  No Cairo

### Quartas-de-Final
| Data  | Partida¹   | Partida¹ | Partida¹ | Resultado |
| ----- | ---------- | -------- | -------- | --------- |
| 11.06 | Espanha    | -        | França   | 23-18     |
| 11.06 | Cuba       | -        | Suécia   | 26-33     |
| 11.06 | Iugoslávia | -        | Alemanha | 22-21     |
| 11.06 | Rússia     | -        | Egito    | 26-20     |

- (¹) -  No Cairo

### Disputa do 5º ao 8º lugar
| Data  | Partida¹ | Partida¹ | Partida¹ | Resultado |
| ----- | -------- | -------- | -------- | --------- |
| 13.06 | França   | -        | Egito    | 27-25     |
| 13.06 | Alemanha | -        | Cuba     | 23-22     |

- (¹) -  No Cairo

### Semifinais
| Data  | Partida¹   | Partida¹ | Partida¹ | Resultado |
| ----- | ---------- | -------- | -------- | --------- |
| 13.06 | Iugoslávia | -        | Suécia   | 22-23     |
| 13.06 | Espanha    | -        | Rússia   | 21-22     |

- (¹) -  No Cairo

### Sétimo lugar
| Data  | Partida¹ | Partida¹ | Partida¹ | Resultado |
| ----- | -------- | -------- | -------- | --------- |
| 14.06 | Egito    | -        | Cuba     | 35-28     |

- (¹) -  No Cairo

### Quinto lugar
| Data  | Partida¹ | Partida¹ | Partida¹ | Resultado |
| ----- | -------- | -------- | -------- | --------- |
| 14.06 | França   | -        | Alemanha | 21-26     |

- (¹) -  En El Cairo

### Terceiro lugar
| Data  | Partida¹ | Partida¹ | Partida¹   | Resultado |
| ----- | -------- | -------- | ---------- | --------- |
| 15.06 | Espanha  | -        | Iugoslávia | 24-27     |

- (¹) -  No Cairo

### Final
| Data  | Partida¹ | Partida¹ | Partida¹ | Resultado |
| ----- | -------- | -------- | -------- | --------- |
| 15.06 | Rússia   | -        | Suécia   | 24-25     |

- (¹) -  No Cairo

### Classificação Geral
| 1. Suécia              |
| 2. Rússia              |
| 3. Iugoslávia          |
| 4. Espanha             |
| 5. Alemanha            |
| 6. França              |
| 7. Egito               |
| 8. Cuba                |
| 9. Dinamarca           |
| 10. Croácia            |
| 11. Hungria            |
| 12. Tunísia            |
| 13. Noruega            |
| 14. Coreia do Sul      |
| 15. Argélia            |
| 16. Brasil             |
| 17. Marrocos           |
| 18. Macedônia do Norte |
| 19. Kuwait             |
| 20. China              |
| 21. Argentina          |
| 22. Arábia Saudita     |
| 23. Nigéria            |
| 24. Austrália          |

### Artilheiros
| Posição | Nome                    | País    | Gols |
| ------- | ----------------------- | ------- | ---- |
| 1       | Rolando Uriós           | Cuba    | 57   |
| 2       | Rafael Guijosa Castillo | Espanha | 50   |
| 3       | Stefan Lövgren          | Suécia  | 46   |

| Campeonato Mundial de Handebol Masculino de 1999 |
| Campeão                                          |
| ------------------------------------------------ |
| Suécia 4º Título                                 |